# Mary E. Peters
Mary E. Peters (Peoria, Arizona; 4 de diciembre de 1948) es una política estadounidense. Se desempeñó como secretaria de Transporte de los Estados Unidos bajo la presidencia de George W. Bush entre 2006 y 2009. Fue la segunda mujer en ocupar el cargo después de Elizabeth Dole.

## Biografía

### Primeros años y educación
Nació en Peoria, Arizona . Recibió su licenciatura en la Universidad de Phoenix y asistió a un seminario de tres semanas en la Escuela de Gobierno John F. Kennedy. Cuando tenía seis años, sus padres se divorciaron. Su padre crio a Mary y a sus tres hermanos en Phoenix.

### Carrera
Se unió al Departamento de Transporte de Arizona en 1985 y fue designada por el gobernador Jane Dee Hull para servir como su directora en 1998.
Después de que George W. Bush asumiera el cargo de presidente en 2001, Peters se fue a Washington para trabajar como administradora de la Administración Federal de Carreteras. Trabajó en ese puesto hasta 2005.
En 2005, se especuló que Peters se postularía para gobernadora de Arizona. En ese momento, dijo, aunque creía que habría sido una candidata sólida y que era elegible para postularse a pesar de haber vivido y registrado para votar en Virginia, que las preguntas sobre su elegibilidad habrían sido una distracción de la carrera.

#### Secretaria de Transporte

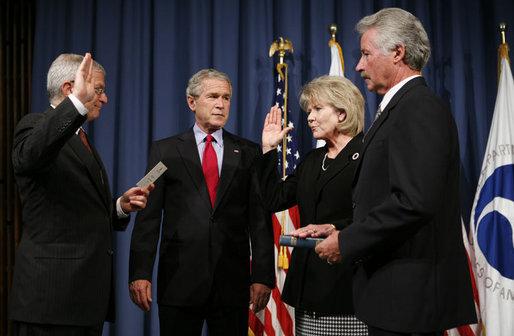
Mary Peters prestando juramento como secretaria de Transporte.

El 5 de septiembre de 2006, Bush nominó a Peters para reemplazar a Norman Mineta como secretario de Transporte. Fue confirmada el 29 de septiembre de 2006 por el Senado de los Estados Unidos. En 2006, el presidente Bush nombró a Peters vicepresidenta de la Comisión Nacional de Estudios de Ingresos y Políticas de Transporte Terrestre.
Es partidaria de arrendar carreteras e interestatales de Estados Unidos a empresas privadas y de cobrar a los usuarios (es decir, peajes) la construcción de nuevas carreteras. En una entrevista, dijo que el Sistema Nacional de Carreteras se quedará sin dinero al final de la década sin cambios sustanciales y, en lugar de aumentar los impuestos, algunos estados deberían recurrir a las carreteras de peaje arrendadas a corporaciones privadas para llenar los vacíos.

### Vida personal
Se casó con Terry Peters, un infante de marina, a los 17 años. Ella y Terry tienen tres hijos. En 2013, Terry fue condenado por abusar sexualmente de una niña de siete años y fue sentenciado a catorce años de prisión.